# Ordenstjärnesläktet
Ordenstjärnesläktet (Orbea) är ett släkte i familjen oleanderväxter med cirka 15-tal arter från Afrika.
Släktet innehåller bladlösa, suckulenta buskar utan taggar. Stammarna är upprätta eller nedliggande och har fyra kanter som dras ut i en tand vid varje nod. Blommorna är femtaliga och är doftlösa eller luktar svagt illa. De sitter ensamma, eller upp till 10 ihop på en kort sporre. Oftast är bara en blomma öppen samtidigt. Foderbladen är fria, lansettlika. Kronan är utbredd, eller med något tillbakadragna flikar, ytan är ofta fårad. Bikrona i två serier.